# Dunamase
Dunamase ou Rock of Dunamase (en irlandais : Dún Másc est un affleurement rocheux dans le comté de Laois, en Irlande. Il s'élève à 46 mètres au-dessus d'une plaine et abrite les ruines du château de Dunamase, une forteresse défensive datant du début de la période hiberno-normande avec une vue sur les Monts Slieve Bloom. Il se trouve près de la route N80 entre les villes de Portlaoise et Stradbally. Le site est classé Monument national.

## Histoire

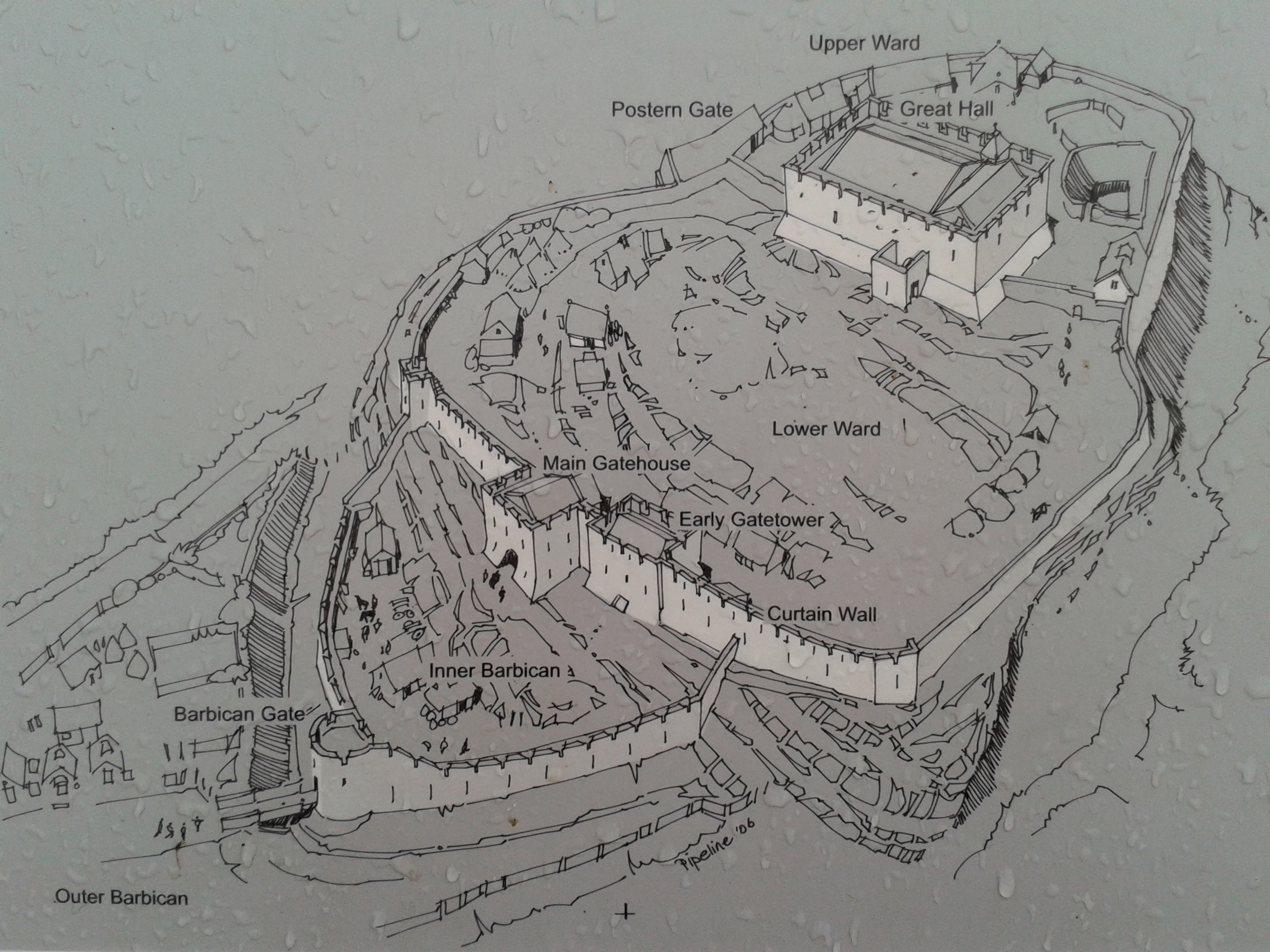
Plan reconstitué du château

Des fouilles menées dans les années 1990 démontrent que le rocher a été colonisé pour la première fois au IXe siècle, lorsqu'un fort de colline ou dún est construit sur le site. Le premier établissement connu sur le rocher est Dun Masc, ou Fort de Masc, un établissement chrétien primitif qui a été pillé en 842 par les Vikings. En 845, les Vikings de Dublin attaquent le site et l'abbé de Terryglass, Aed fils de Dub dá Chrích, y est tué. Il n'y a pas de preuve évidente d'une occupation des Xe – XIe siècles.
Le château dont on voit actuellement les ruines est construit dans la seconde moitié du XIIe siècle.
Lorsque les Normands arrivent en Irlande à la fin du XIIe siècle, Dunamase devient la plus importante fortification hiberno-normande du Laois. C'est à Dunamase que Diarmait Mac Murchada, roi de Leinster, amène la femme de O'Rourke, roi de Breifne, après l'avoir enlevée. Avec l'aide du clan O'Connor, les O'Rourke et les O'Connor chassent MacMurrough de Dunamase et celui-ci fuit alors l'Irlande. MacMurrough donne Dunamase et sa fille Aoife en mariage au conquérant normand Strongbow en 1170, dans le cadre d'un accord visant à obtenir son aide pour récupérer ses terres.